# Cussac-Fort-Médoc
Cussac-Fort-Médoc är en kommun i departementet Gironde i regionen Nouvelle-Aquitaine i sydvästra Frankrike. Kommunen ligger i kantonen Castelnau-de-Médoc som tillhör arrondissementet Lesparre-Médoc. År 2022 hade Cussac-Fort-Médoc 2 326 invånare.

## Befolkningsutveckling
Antalet invånare i kommunen Cussac-Fort-Médoc
Referens:INSEE